# The Amateur (2025)
The Amateur is een Amerikaanse vigilantefilm uit 2025, geregisseerd door James Hawes, gebaseerd op de gelijknamige roman van Robert Littell uit 1981, die datzelfde jaar ook al werd verfilmd. De hoofdrollen worden vertolkt door Rami Malek, Rachel Brosnahan, Caitríona Balfe, Michael Stuhlbarg, Holt McCallany, Julianne Nicholson en Laurence Fishburne.

## Verhaal
Charles "Charlie" Heller, een cryptograaf van de CIA, verliest zijn vrouw bij een terroristische aanslag in Londen. Wanneer hij beseft dat zijn bazen niet in actie zullen komen vanwege andere interne prioriteiten, zorgt hij ervoor dat de CIA hem opleidt tot veldagent en begint hij aan een eenmansmissie om de moordenaars van zijn vrouw op te sporen.

## Rolverdeling
| Acteur             | Personage                      |
| ------------------ | ------------------------------ |
| Rami Malek         | Charles "Charlie" Heller       |
| Rachel Brosnahan   | Sarah Horowitz                 |
| Caitríona Balfe    | Inquiline Davies               |
| Michael Stuhlbarg  | Sean Schiller                  |
| Holt McCallany     | CIA Deputy Director Alex Moore |
| Julianne Nicholson | Samantha O'Brien               |
| Laurence Fishburne | Robert Henderson               |

## Productie
In november 2006 werd de ontwikkeling van een nieuwe verfilming van de roman van Robert Littell voor het eerst aangekondigd, met Hugh Jackman als hoofdrolspeler en Evan Katz als scenarioschrijver. In februari 2023 werd aangekondigd dat Hutch Parker en Dan Wilson het project voor 20th Century Studios zouden produceren, met James Hawes als regisseur en Rami Malek in de hoofdrol. In mei 2023 werden Rachel Brosnahan, Caitriona Balfe, Adrian Martinez, Laurence Fishburne, Holt McCallany en Julianne Nicholson aan de cast toegevoegd.

### Filmopnames
De filmopnames gingen in juni 2023 van start in Londen. Er waren opnames gepland in het zuidoosten van Engeland, evenals in Frankrijk en Turkije. De productie vond ook plaats in de Pinewood Studios. De opnames werden in juli opgeschort vanwege de SAG-AFTRA-staking van 2023 en werden in december 2023 hervat.

## Release en ontvangst
The Amateur ging op 11 april 2025 in première in de Amerikaanse bioscopen, nadat de eerdere premièredatum van 8 november 2024 verschoven werd. De film kreeg gemengde kritieken van de filmcritici, met een score van 61% op Rotten Tomatoes, gebaseerd op 179 beoordelingen.

### Kassaopbrengsten
The Amateur ging in de Amerikaanse bioscopen in première naast Drop, Warfare en The King of Kings met de verwachting van een bruto-opbrengst in het openingsweekend van 12 à 14 miljoen Amerikaanse dollars in 3400 bioscopen. De film bracht uiteindelijk 15 miljoen dollar op in zijn openingsweekend en eindigde daarmee op de derde plaats aan de kassa. Op 13 april 2025 had de film, samen met de opbrengst van 17,2 miljoen dollar in de andere gebieden, een totale opbrengst van 32,2 miljoen dollar.